# Jaszczurka wężooka
Jaszczurka wężooka, wężooczka strojna (Ophisops elegans) – gatunek gada z rodziny jaszczurek właściwych (Lacertidae), jedyna jaszczurka z rodzaju Ophisops zamieszkująca na terenie Europy.

## Wygląd
Niewielka, smukła jaszczurka o grzbiecie koloru oliwkowego, szarobrązowego lub brunatnego. Boki pokryte jasno-ciemną siatką z żółtawymi paskami. Brzuch białawoszary do bladozielonkawego. Powieki zrośnięte, przezroczyste, pokryte białawym naskórkiem.
Długość całkowita do 19 cm.

## Występowanie
Występuje na terenie zachodniej Azji, od Azji Mniejszej do Iranu i Pakistanu, a na północy do Dagestanu, także na Kaukazie. W Europie w południowo-wschodniej Bułgarii, północno-wschodniej Grecji, na wyspach Tasos i Cypr.

### Podgatunki i zasięg ich występowania
Wyróżnia się następujące podgatunki, które zamieszkują:
- Ophisops elegans basoglui Baran & Budak, 1978 – Turcja
- Ophisops elegans blanfordi Schmidt, 1939 – Irak, Iran
- Ophisops elegans budakibarani Tok, Afsar, Yakin, Ayaz & Çi̇çek, 2017 – południowa Turcja
- Ophisops elegans centralanatoliae Bodenheimer, 1944 – Turcja
- Ophisops elegans ehrenbergii (Wiegmann, 1835) – Europa południowa, Azja Mniejsza
- Ophisops elegans elegans Ménétries, 1832 – Dagestan, Kaukaz, Turcja, Iran, Irak, Pakistan
- Ophisops elegans macrodactylus Berthold, 1842 – Turcja, wyspy greckie: Lesbos, Samos
- Ophisops elegans schlueteri Boettger, 1880 – Cypr

## Środowisko
Przebywa na terenach trawiastych, także uprawach rolnych i w widnych gajach.

## Tryb życia
Jaszczurka aktywna w przez cały dzień. Zapada w sen zimowy, a wyjątkiem obszaru Anatolii, gdzie jest aktywna przez cały rok.
Zjada różne bezkręgowce: pająki, mrówki, cykady, małe chrząszcze i inne owady.

## Rozród
Samica składa w ciągu roku 2–3 razy złoża zawierające 4–5 jaj. Po raz pierwszy pod koniec maja.